# 温根沼
温根沼（おんねとう）は、北海道根室管内根室市にある沼である。野付風蓮道立自然公園に含まれ、2001年（平成13年）には日本の重要湿地500に選出されている。

## 地理

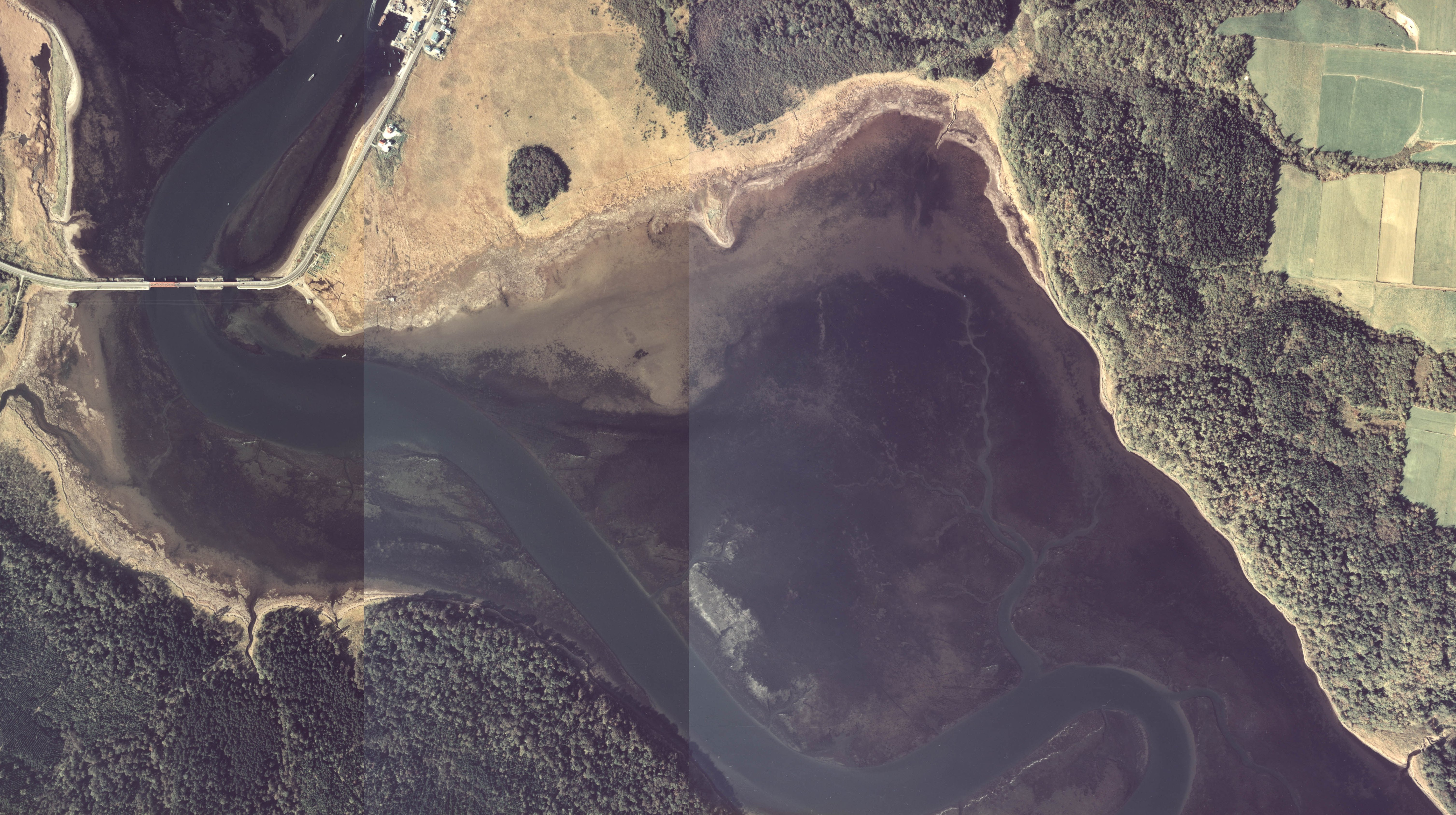
温根沼北部、水底の澪筋が空中からも確認できる。
1978年の

根室半島の付け根に位置する。周囲約15キロメートル。西隣にある風蓮湖と同様の汽水湖で直接根室湾に面しており、風蓮湖とともに縄文海進によって形成された海跡湖と考えられている。干潮時には沖合まで砂州が開ける。
主な流入河川はオンネベツ川。湖底には最大流入河川のオンネベツ川から続く周辺より深い澪筋（最深部は7.3メートル）が根室湾まで続いており、澪筋以外は全体的に平坦で最深部でも1.8メートルほどしかない。干潮時には沼の北東半分が干潟となり、アサリやホッキガイが取れる潮干狩りスポットとなっている。また汽水湖であることからカレイなどの漁も行われている。
周辺はアカエゾマツの森林が多く残る丘陵地で、北岸には1954年（昭和29年）に「温根沼式土器」が発掘されたことから標式遺跡とされている関江谷竪穴群（温根沼貝塚とも呼ばれ、縄文時代の貝塚や竪穴建物、擦文時代の竪穴建物などが検出されている）がある。

## 生物相
澪筋と北部浅部を除く大部分にアマモやコアマモが分布し、藻場を形成している。干潟にはキタユムシやアナジャコ、キタイソメなどが多く生息しており、アサリやカキ、ホッカイシマエビなどの漁場または養殖場ともなっている。干潟の後背地にはハマニンニク、シバナ、ハマルリソウ、ウミミドリ、エゾオグルマ、エゾツルキンバイなどの植生が見られる。オオハクチョウやタンチョウの飛来地でもあり、タンチョウやシマフクロウ、エゾライチョウなどの繁殖が確認されている。
2000年8月23日、カレイ漁の刺し網にかかって溺死しているヒグマが発見された。根室警察署の調べでは、ヒグマは推定2 - 3歳の若いオスの個体で、体長は137センチメートル、体重は約150キログラム。地元の漁師によると、漁網にクジラや人がかかることはあったがヒグマは初めてであった。刺し網にはかかったカレイを食いちぎった痕跡が見受けられ、このヒグマは干潮時にカレイを盗み食いに現れて網に絡まってしまい満潮になって溺れたか、魚を捕っているうちに深みにはまって流されてしまったものと推定された。ヒグマはその後剥製にされて、根室市が保管している。

## 交通

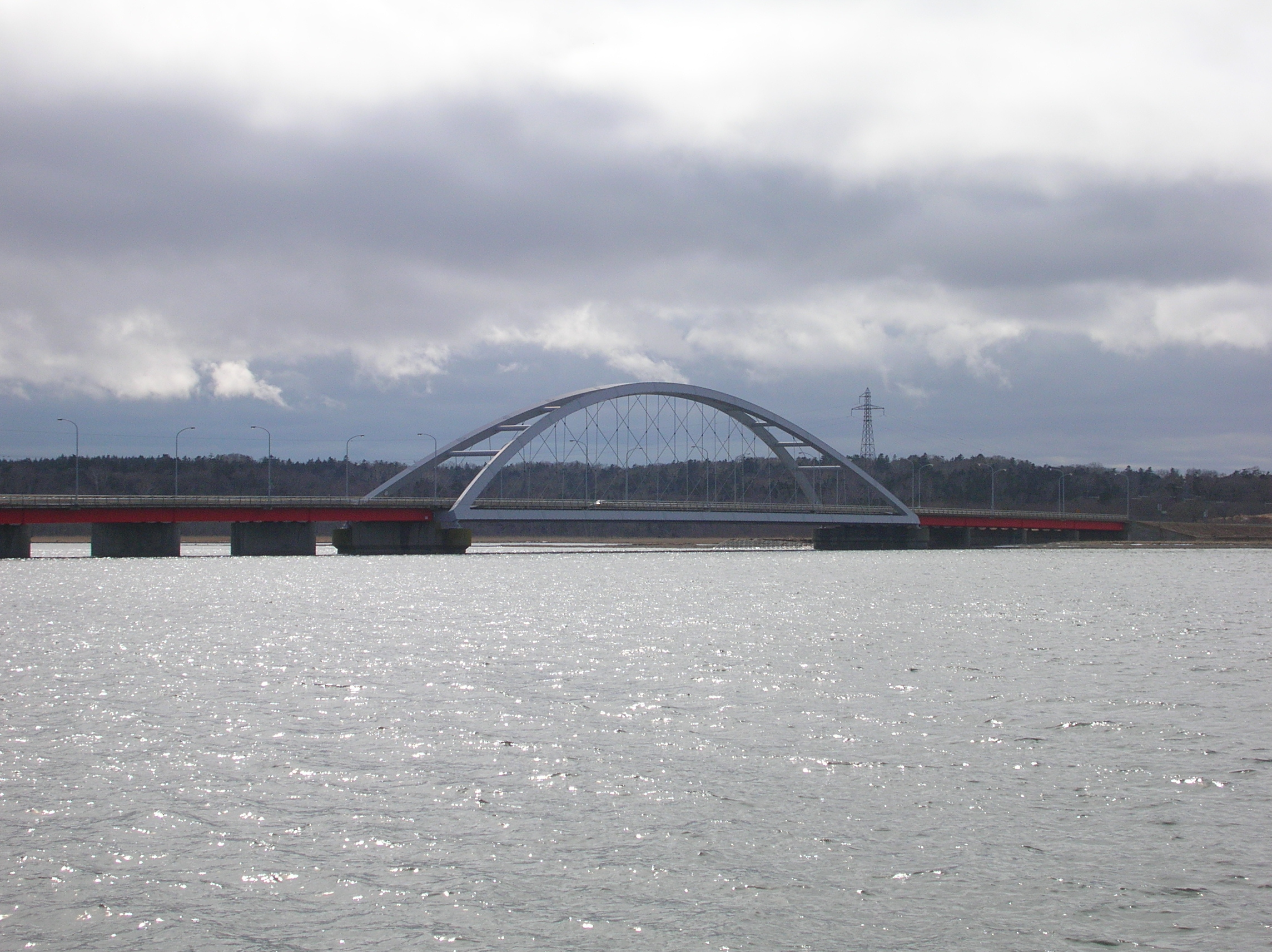
温根沼大橋（2009年3月）

沼の北の流出部には国道44号の温根沼大橋（全長141メートル、1995年完成）がかかっており、橋の根室側に駐車場がある。